# Aizkraukle (stacja kolejowa)
Aizkraukle (łotewski: Stacija Aizkraukle) – stacja kolejowa w Aizkraukle, w gminie Aizkraukle, na Łotwie. Znajduje się na linii Ryga - Dyneburg.

## Historia
Stacja «Stepiņi» wybudowana została w roku 1919, to jest stosunkowo późno, bo linia kolejowa Ryga-Daugavpils została otwarta już w 1861 roku. Dwa lata później, w 1921 roku, stacja zmieniła nazwę na obecną. W 1927 roku budynek dworca został zbudowany przez projektanta L. Grīnberga, który został zburzony w 2010 roku w związku z budową drugiego toru Skrīveri-Krustpils. Obecny budynek został zbudowany w czasach sowieckich. W 1961 roku została wybudowana stacja kolejowa Pļaviņu HES. W 2013 podwyższono perony (do 550 mm wysokości), tory zostały zmodernizowane i zbudowano nową sieć trakcyjną, co spowodowało, że w okresie od 22 lipca 2013 do 17 września 2014 ruch pociągów elektrycznych na odcinku Skrīveri-Aizkraukle był wstrzymany i zastąpiony przez komunikację autobusową.